# Stade athlétique de Mayagüez
Le Stade athlétique de Mayagüez (en espagnol : Estadio atlético de Mayagüez, et en anglais : Mayagüez Athletics Stadium), également connu sous le nom de Stade athlétique José Antonio Figueroa Freyre (en espagnol : Estadio atlético José Antonio Figueroa Freyre, et en anglais : José Antonio Figueroa Freyre Athletics Stadium), est un stade omnisports portoricain, principalement utilisé pour le football, situé dans la ville de Mayagüez, sur l'île de Porto Rico.
Le stade, doté de 12 500 places et inauguré en 2010, sert d'enceinte à domicile à l'équipe de football du Puerto Rico Sol.

## Histoire
Les travaux de construction du stade débutent en 2007 pour s'achever en 2010. Le stade, aux normes de la FIFA, dispose également d'une piste d'athlétisme de 400 mètres, également aux normes de la World Athletics.
Le premier événement sportif majeur à se tenir au stade après son inauguration sont les jeux de la Ligue athlétique interuniversitaire de Porto Rico, tenus entre le 12 et le 17 avril 2010.
En juillet et août 2010, 5204 athlètes de 42 sports différents et représentants 31 pays différents se donnent rendez-vous au Stade de Mayagüez pour disputer les Jeux d'Amérique centrale et des Caraïbes.
À partir de 2020, le stade accueille la Puerto Rico Cup, coupe nationale de football de l'île.

## Événements
- 17 juillet 2010 — 20 août 2010 : Jeux d'Amérique centrale et des Caraïbes
- 2020 — : Puerto Rico Cup (football)

### Matchs internationaux de football
| Date         | Compétition  | Équipes                | Score | Affluence |
| ------------ | ------------ | ---------------------- | ----- | --------- |
| 30 août 2018 | Match amical | Porto Rico — Argentine | 0-3   | 4 622     |

## Galerie

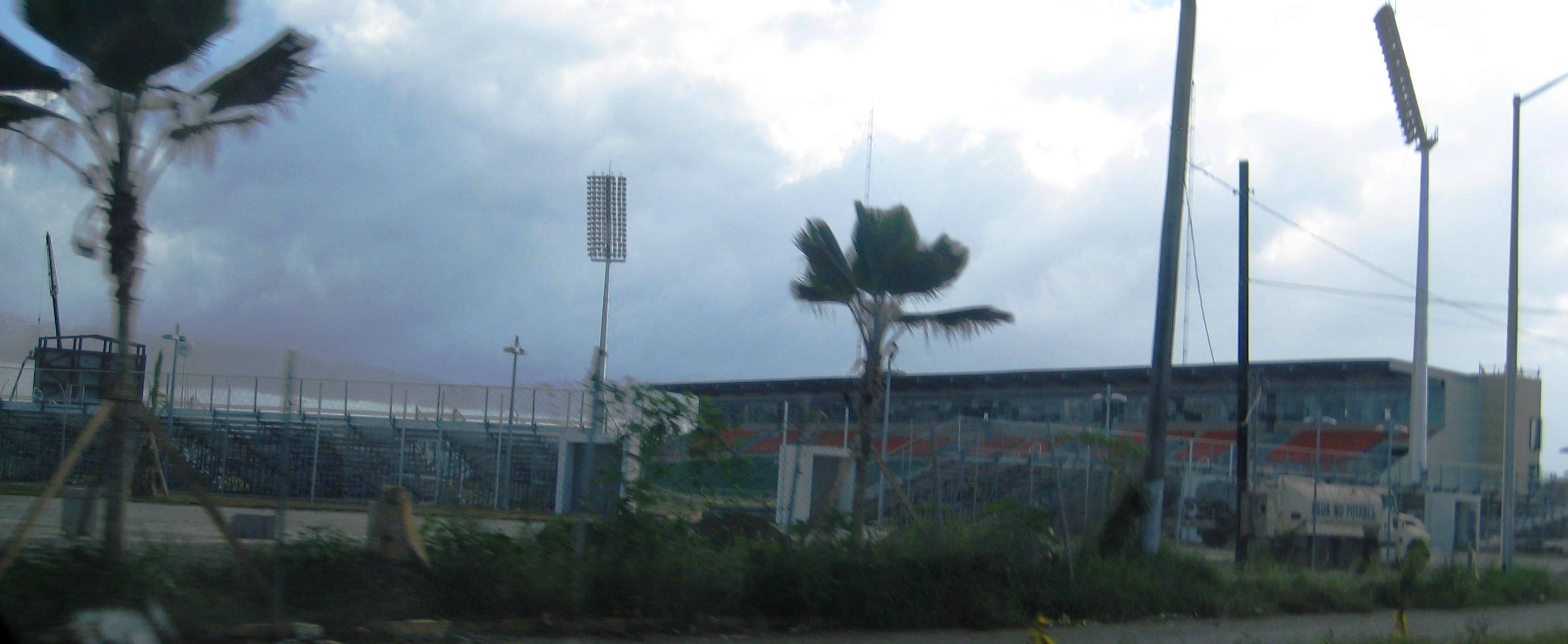
Stade en construction
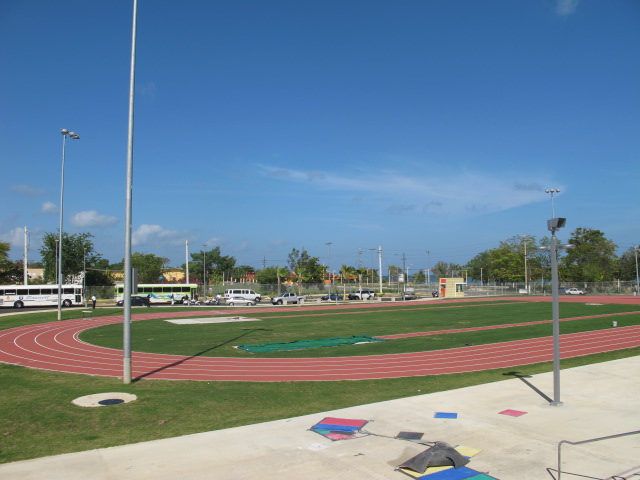
Vue du terrain